# Malika Domrane
 (mai 2011).
Si vous disposez d'ouvrages ou d'articles de référence ou si vous connaissez des sites web de qualité traitant du thème abordé ici, merci de compléter l'article en donnant les références utiles à sa vérifiabilité et en les liant à la section « Notes et références ».
Malika Domrane (en tamazight : ⵎⴰⵍⵉⴽⴰ ⴷⵓⵎⵕⴰⵏ, Malika Dumṛan), née le 12 mars 1956 à Tizi Hibel dans la commune d'Ait Mahmoud en Kabylie (Algérie), est une chanteuse kabyle.

## Discographie
- Tayri-w temmut (Mon amour est mort) (1980)

1. Ttuha (La bercuse)
2. Tacemaɛt (La bougie)
3. Tirga n temẓi (Rêves d'adolescence)
4. Tayri-w temut (Mon amour est mort)
5. Asif (La rivière)
6. Arrac Tizi-Ouzou
7. Azwaw (Le numide)
8. Axelxal-iw (Mon bijou)

- Asaru (La gardienne des traditions) (1982)

1. Asaru (La gardienne des traditions)
2. Fkiɣ-ak ṣṣura (L'ombre de mon âme le corps ici le cœur ailleurs)
3. Tasumta (L'oreiller)
4. Tameṭṭut n baba (L'enfant et la marâtre)
5. Taqcict iburen (La vieille fille)
6. Raǧǧu (L'attente impossible)

- Ajeǧǧig (Fleur du péché - Vol. 1) (1991)

1. Aḍellaɛ (Le couffin)
2. Xirra (Le défi)
3. Zeleɣmani (Comptine)
4. Instrumental
5. Ajeǧǧig (Fleur du péché)
6. Lehmala-w (Amour insolite)
7. Jwaǧ-iw (Union maudite)
8. Taɛwint uganni (Complainte)

- Ugadeɣ (Miroir insolent - Vol. 2) (1991)

1. Ugadeɣ (Miroir insolent)
2. Lemḥibba (Illusion perdue)
3. Tamengurt (La stérile)
4. Instrumental
5. Tazeqqa (Nid d'amour)
6. Iɣil-iw (Le fardeau)
7. Gulleɣ (Le serment)
8. Nehta (La douleur du silence)

- Nostalgérie (1996]

1. Tamɣart (Joute)
2. Ferroudja (Danse Ferroudja)
3. Wagi (La fatalité)
4. Mezɣena (Algérie Nostalgie)
5. Baba (Ode au défunt)
6. Dɛuyi (Tabou brisé)
7. Tayri-w (Mon amour)
8. Tamurt Imaziɣen (La jeunesse en fête)